# Fiducia supplicans
Fiducia supplicans («Благаюча довіра») — це декларація католицької доктрини 2023 року, яка дозволяє католицьким священникам благословляти пари, які не вважаються одруженими відповідно до канонічного права, включно з благословенням осіб в одностатевих стосунках. Документ, датований 18 грудня 2023 р. і опублікований того ж дня, був виданий Дикастерією віровчення Святого Престолу (DDF) і затверджений за підписом Папи Франциска. Це була перша декларація, видана DDF після Dominus Iesus у 2000 році.
Fiducia supplicans отримала найрізноманітніші тлумачення. Папа Римський Франциск порадив ватиканським бюрократам уникати «жорстких ідеологічних позицій» після його публікації. Fiducia supplicans розглядається як скасування попереднього рішення того ж департаменту Святого Престолу від 2021 року, яке забороняло благословляти одностатеві пари.

## Фон
У 2021 році Конгрегація доктрини віри (пізніше перейменована на Дикастерію доктрини віри у 2022 році) видала responsum ad dubium («відповідь на сумнів»), яка негативно відповіла на питання про те, чи має церква «владу давати благословення союзам осіб однієї статі». Причини такої відповіді були викладені в супровідній пояснювальній записці.
Вважається, що Fiducia supplicans скасувала це рішення 2021 року.

## Зміст

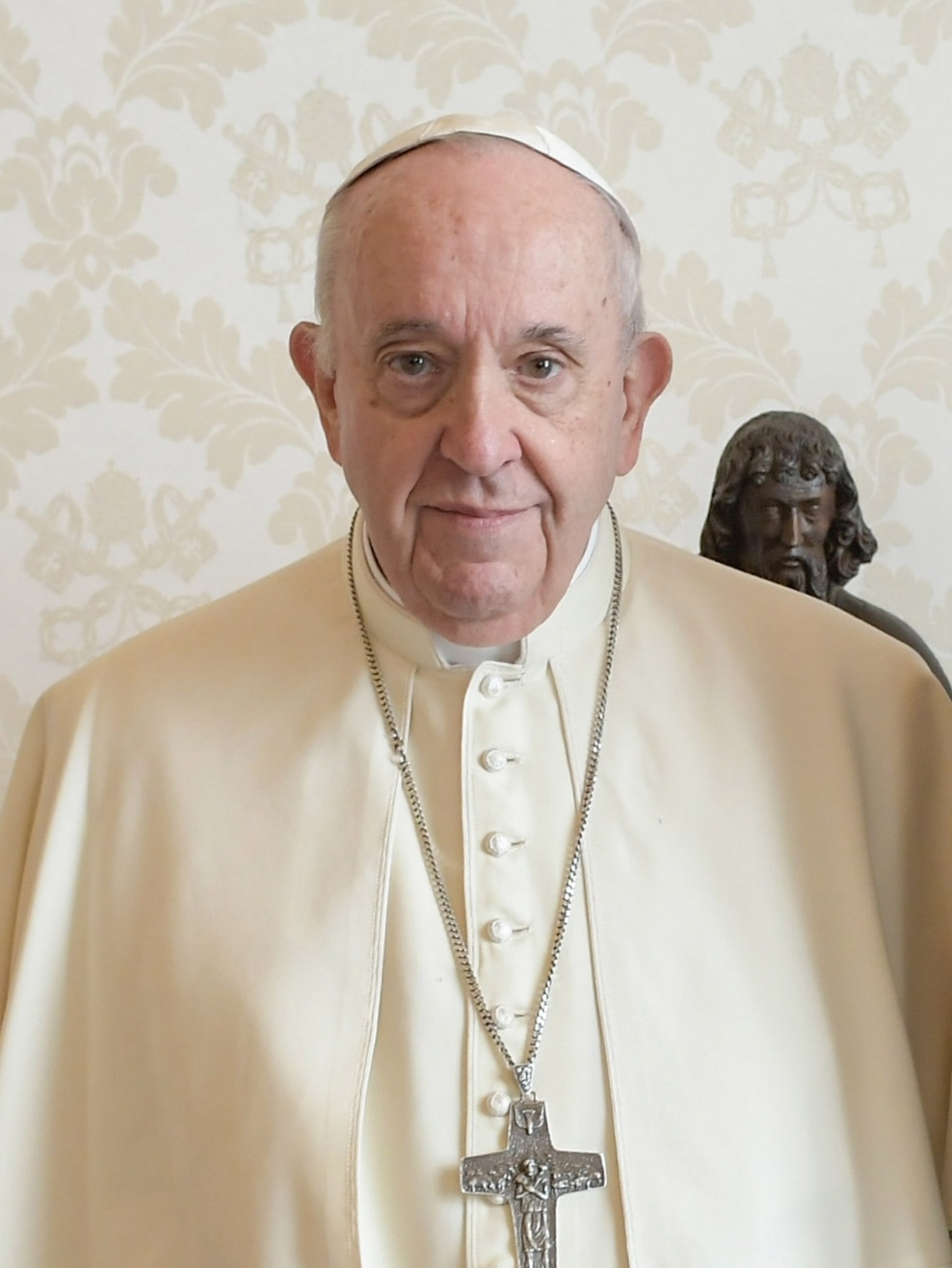
Папа Франциск (на фото 2021 року) підписав декларацію.

Fiducia supplicans містить роз’яснення та реформи щодо ставлення церкви до того, що вона називає «нерегулярними стосунками», тобто тих, які встановлюють моногамні та емоційні зв’язки, які тривають протягом тривалого часу, і які не мають шлюбу. Зокрема, це дозволяє католицьким священникам і дияконам здійснювати «спонтанні благословення» одностатевих пар, а також пар протилежної статі, які не перебувають у шлюбі, і подружніх пар, які раніше були розлучені та не отримали розлучення, але лише так щоб вони могли «повністю виконати [Божу] волю». В інтерв’ю кардинал Віктор Мануель Фернандес, префект DDF, пояснив, що такі благословення стосуються пар і що «союз не є благословенним з тих причин, які неодноразово пояснюються в декларації щодо справжнього значення християнського шлюбу та сексуальних стосунків».
У документі зазначено, що цей тип неофіційного та спонтанного благословення не є ані таїнством, ані обрядом Католицької Церкви, тому для нього не проводиться жодна особлива церемонія. У документі стверджується, що статеві стосунки дозволені лише в шлюбі, тому гетеросексуальні пари закликаються одружуватися і не розглядати це благословення як альтернативу шлюбу. Усі позашлюбні статеві стосунки Церква вважає гріховними і залишається такими, тому запитується про вплив, який може існувати між двома людьми однієї статі. Сексуальний потяг між двома людьми однієї статі не засуджується сексуальною мораллю Католицької Церкви, але статевий акт засуджується.
Fiducia supplicans не передбачає змін щодо інституту шлюбу в Католицькій Церкві. Під шлюбом все ще розуміють лише союз між чоловіком і жінкою, виключаючи всі види шлюбів, які не є гетеросексуальними та моногамними, як-от одностатеві шлюби, а також будь-які різновиди гетеросексуальної або бісексуальної двоженства та полігамії.

## Реакція

### Католицькі лідери
У Бельгії єпископ Антверпена Йохан Бонні високо оцінив це рішення як «рух до» майбутнього визнання одностатевих сакраментальних шлюбів у Католицькій Церкві. За словами архієпископа Зальцбурга Франца Лакнера, документ по суті означає, що «більше не можна сказати «ні» благословенню одностатевих союзів. Ґерт де Керпель, речник Бельгійської католицької церкви, заявив, що це не матиме впливу на місцевому рівні, оскільки одностатеві союзи вже благословляються, але що декларація тепер справедливо застосовуватиме цю ситуацію на міжнародному рівні. Джеймс Мартін, американський священник-єзуїт, назвав цю декларацію «важливим кроком вперед у служінні церкви ЛГБТК-людям» і продемонстрував, що церква підтверджує бажання одностатевих пар «присутності Бога та допомоги в їхніх відданих і повних стосунках».   Наступного дня він благословив подружню одностатеву пару.
В Індії архієпископ Віктор Лінгдо з Шиллонга опублікував листа до духовенства та послідовників, повторюючи почуття Fiducia supplicans. Хоча він підкреслив, що благословення не слід неправильно тлумачити як благословення Церкви, надані під час шлюбу, він посилався на слова Папи Франциска, закликаючи вірних «уникати бути «суддями, які лише заперечують, відкидають і виключають».
Конференція католицьких єпископів Сполучених Штатів оприлюднила заяву, в якій говориться, що в декларації зроблено «різницю між літургійними (сакраментальними) благословеннями та пастирськими благословеннями» і що в декларації стверджується, що «вчення Церкви про шлюб не змінилося». Американський єпископ Роберт Беррон, який є головою Комітету мирян, шлюбу, сімейного життя та молоді USCCB, сказав, що декларація не демонструє зміни католицької доктрини щодо сексуальності та шлюбу.  Конференція католицьких єпископів Канади також заявила, що документ «явно підтверджує церковне вчення про шлюб».  Данський єпископ Чеслав Козон сказав, що проблема не у змісті заяви, «а в тому, як її сприймуть і витлумачать». Президент Конференції католицьких єпископів Гани, єпископ Метью Квасі Гямфі, сказав: «Люди не розуміють, що якщо гей-пара йде до священника, щоб благословити їх, і Папа каже «так», ви благословляєте людей, а не спілка". 
Проте ця декларація викликала суперечки та критику серед консервативних католиків   , які стурбовані тим, що рішення є кроком до того, щоб католицька церква змінила свою давню позицію проти гомосексуалізму. Архієпархія Пресвятої Діви Марії в Астані в Казахстані засудила Fiducia supplicans Архиєпископ Томаш Пета та єпископ-помічник Атанасіус Шнайдер засудили його за суперечність «божественному одкровенню та безперервній двотисячолітній доктрині та практиці Католицької Церкви»; вони забороняли будь-якому священнику здійснювати такі благословення.   Шнайдер додав, що Fiducia supplicans був «великим обманом» і попереджав про «зло, яке міститься в самому дозволі благословляти [...] одностатеві пари».  Конференція єпископату Малаві також заборонила реалізацію декларації Ватикану, заявивши, що «благословення будь-якого роду і для одностатевих союзів будь-якого роду заборонені в Малаві».  Подібним чином Конференція католицьких єпископів Замбії та Конференція католицьких єпископів Намібії відхилили застосування декларації, щоб уникнути порушення місцевих законів і будь-якої неясності в пастирській практиці.  Святослав Шевчук, Верховний Архиєпископ Української Греко-Католицької Церкви, послався на Кодекс Канонів Східних Церков, заявивши, що декларація стосується лише Латинської Церкви.  Консервативна Конференція єпископату Польщі заявила, що будь-який секс поза гетеросексуальним шлюбом є «завжди порушенням Божої волі».  Німецький кардинал Герхард Людвіг Мюллер сказав, що церква «не може святкувати одне, а навчати іншого». 

### Асоціації прав ЛГБТ в Церкві
Френсіс ДеБернардо, виконавчий директор адвокаційної групи LGBT Catholics New Ways Ministry, високо оцінив уривки документа, закликаючи не піддавати пари, які шукають благословення, «вичерпному моральному аналізу», водночас зазначивши, що важливість декларації «неможливо переоцінити». Раніше ДеБернардо зустрічався з Папою Франциском у жовтні 2023 року 
Португальська ЛГБТ-католицька асоціація Rumos Novos висловила скептицизм щодо Fiducia supplicans у заяві для преси, заявивши, що декларація не принесла «абсолютно нічого [нового]» на стіл порівняно з попередніми заявами католицьких інституцій і стала «ще одним ударом по [можливості для будувати] мости з тими, хто є і залишається на маргінесі». 

### Поза католицькою церквою
Американський євангеліст Франклін Грем  і президент Південної баптистської теологічної семінарії Альберт Молер критично відреагували.